# Колодези (Бигильдинский сельсовет)
Колодези — деревня в Данковском районе Липецкой области, входит в состав Бигильдинского сельсовета.

## География
В деревне имеются две улицы: Северная и Центральная.
На территории деревни имеется большой водоём, через него проходят просёлочные дороги.

## Население
| 1859 | 1897 | 1906 | 2010 |
| ---- | ---- | ---- | ---- |
| 489  | ↗588 | ↗686 | ↘16  |